# Lush (公司)

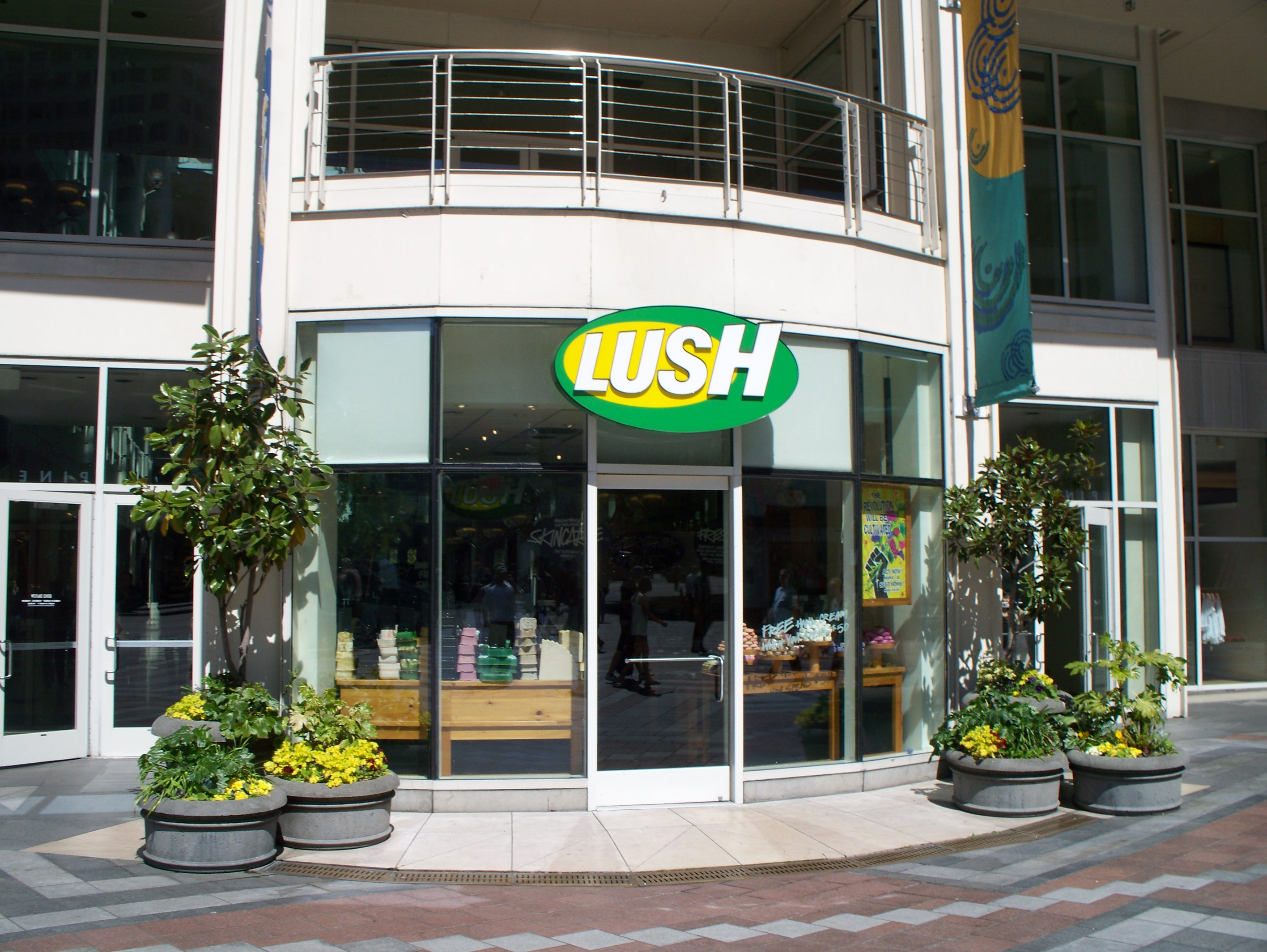
Lush門店

Lush是英國的一家化妝品公司，總部位於多塞特郡普爾。公司的創建者是髮型師Mark Constantine和美容師Liz Weir。2018年，基於員工的評分和評價，英國招聘網站indeed將lush評為英國最佳私營僱主的第7位。
Lush奉行「不做廣告政策」，不花任何費用在電視廣告和明星代言上。Lush還聲稱其產品價格是基於原料價格，而非市場估值。銷售對象是都市的18-45歲女性。

## 外部連結
{{commons category}
- Official website （页面存档备份，存于）
- UK YouTube channel （页面存档备份，存于）
- UK Instagram Page （页面存档备份，存于）
- UK Facebook Page （页面存档备份，存于）
- UK Twitter Page （页面存档备份，存于）